# Connomyia leonina
Connomyia leonina là một loài ruồi trong họ Asilidae. Connomyia leonina được Engel miêu tả năm 1932.